# St. Richard (Berlin)

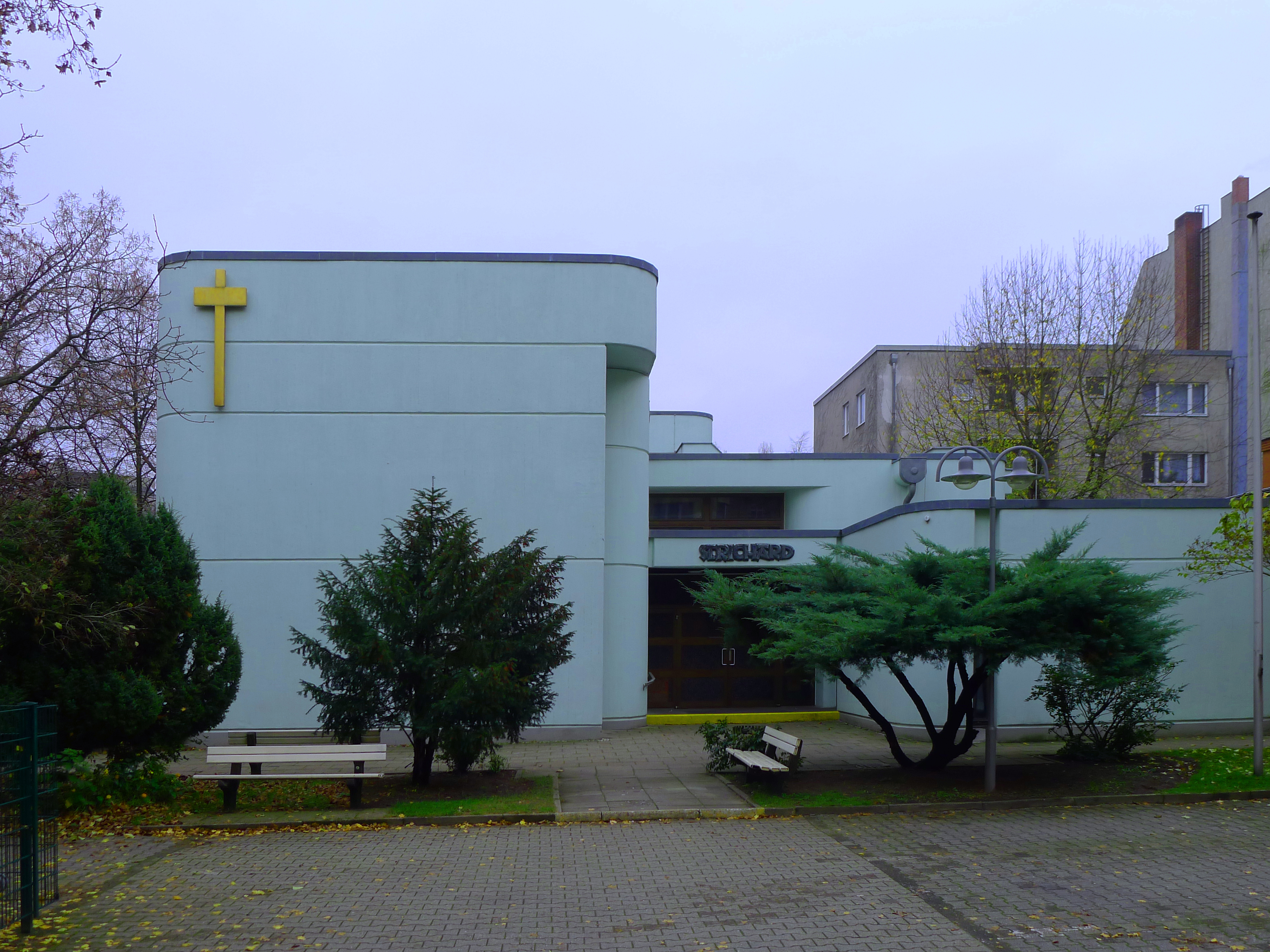
St.-Richard-Kirche

Die katholische St.-Richard-Kirche wurde von Michael König entworfen und am 13. Dezember 1975 eingeweiht. Sie befindet sich in der Braunschweiger Straße 18 im Berliner Ortsteil Neukölln des gleichnamigen Bezirks und steht unter Denkmalschutz.

## Geschichte
Aus dem großen Gebiet der Muttergemeinde von St. Clara wurde schon 1905 die Gemeinde von St. Eduard ausgegliedert, anschließend die Gemeinden von St. Richard und von St. Christophorus. Für die letztere wurde 1929–1932 eine Kirche gebaut, für die neue Gemeinde St. Richard dagegen nur eine Kapelle als Provisorium. Carl Kühn entwarf eine längsrechteckige niedrige Saalkirche mit flachem Satteldach, die am 9. Juni 1930 eingeweiht wurde. In ihrem Glockenturm hängt eine kleine Bronzeglocke, die nur 107 Kilogramm wiegt. Sie wurde von den Gebrüdern Ulrich gegossen und leistet noch heute ihren Dienst. Als Schutzpatron für die Kapelle wurde in Anlehnung an das historische Rixdorf, ursprünglich Richardsdorf, ein Heiliger mit dem Namen Richard gewählt, hier Richard von Chichester. In den 1930er Jahren scheiterte der Bau einer großen Kirche wegen Geldknappheit, in den 1950er Jahren wurde er erneut beschlossen. Noch bevor die neue Kirche errichtet wurde, entstanden 1956 auf dem Kirchengrundstück ein Gemeindezentrum, das am 1. September 1958 eingeweiht wurde. Es beherbergte auch ein Altenheim und eine Kindertagesstätte.
Die Gemeinde war seit dem 1. Januar 1930 zunächst Kuratie und wurde von St. Clara verwaltet, zum 1. Januar 1948 wurde sie zur selbstständigen Pfarrei erhoben. Am 1. September 1994 wurde die Gemeinde St. Anna in Baumschulenweg der von St. Richard angegliedert, nachdem diese sich aufgelöst hatte. In der Kirche St. Anna werden aber weiterhin Gottesdienste gefeiert.
Auf dem Gelände befindet sich nach wie vor die 1930 errichtete Kapelle, die heute als Kirchencafé und im Winter Obdachlosen als Notschlafstelle dient.

## Baubeschreibung
Der gedrungene, turmlose Zentralbau hat einen unregelmäßigen Grundriss, der sich aus ineinandergreifenden, abgerundeten Rechtecken zusammensetzt. Senkrecht, zwischen den Lücken der Bauglieder des vierfach abgestuften, mit Flachdächern bedeckten Baukörpers befinden sich Fensterschlitze, die den Innenraum indirekt beleuchten. Der Altarraum wird zusätzlich durch sechs Oberlichter erhellt. Die Raumhöhe ist am niedrigsten in der hofseitigen Sakristei, über der Empore, auf der die Orgel steht, und im Bereich der Altarwand ist sie am höchsten. Neben dem Anbau für die Beichtstühle befindet sich ein zweiter Eingang. Die zur Straße fensterlosen Umfassungsmauern aus grün gestrichenem Sichtbeton heben sich von dem umgebenden Stadtbild ab. Innen sind die Wände teilweise und die Decken holzverkleidet. Die Estrade ist um drei Stufen erhöht. Der Altar markiert nicht den architektonischen Mittelpunkt der Kirche. Die Bänke des Kirchengestühls sind in drei rechtwinkligen Achsen auf ihn ausgerichtet. Den Altarraum hat Paul Brandenburg ausgestattet. Die 14 Kreuzwegstationen als Gussreliefs an der Wand gegenüber dem Altar stammen vermutlich wie auch  einige andere Kunstwerke aus der Kühn’schen Kapelle. Aus der Kapelle von 1930 wurden zahlreiche Statuen von Heiligen übernommen. Die Altarwand aus Beton von Paul Ohnsorge zeigt eine Szene aus der Offenbarung des Johannes (4. Kapitel), Zu sehen sind Gott, der über allem thront, zu seinen Füßen das apokalyptische Lamm und das Buch mit den sieben Siegeln, darunter die 24 Ältesten. Das Kunstwerk wurde 1976 postum nach Ohnsorges Plänen fertiggestellt. Der Kunsthistoriker Konstantin Manthey beschreibt es als „eine starke Mischung aus Abstraktion und Figürlichkeit“. Rudolf Heltzel schuf ein Bild des Heiligen Richard. 
Zusammenfassend hält Manthey fest: „Die von außen mattgrün und unscheinbar erscheinende Kirche ist von Innen ein herausragendes Beispiel der Postmoderne im Kirchenbau.“